# 尤寧鎮區 (阿肯色州巴克斯特縣)
尤寧鎮區（英語：Union Township）是位於美國阿肯色州巴克斯特縣的一個行政鎮區。

## 地方資料
尤寧鎮區的面積為140.91平方千米，當中陸地面積為109.04平方千米，而水域面積為31.87平方千米。根據2010年美國人口普查的數據，當地共有人口1856人，而人口密度為每平方千米13.17人。